# Тавровка (село)
Тавровка (укр. Таврівка) — бывшее село в Александрийском районе Кировоградской области Украины.
Население по переписи 2001 года составляло 1 человек. Имело почтовый индекс — 28063, телефонный код — 5235, код КОАТУУ — 3520386902.
Исключено из учётных данных решением Кировоградского областного совета от 9 декабря 2010 года